# Galão

Unidades de gasolina usadas no mundo:
Litro
Galão americano
Galão imperial
Sem dados

Galão (abreviação: gal) é uma unidade de medida de volume de líquidos, utilizada na comunidade anglo-saxónica. 
Existem atualmente três definições em uso:
- Galão líquido (EUA), de 231 in³ ou 3,785411784 litros, além de:
  - 0,0238095238095240 barris estadunidenses
  - 4 quartos estadunidenses
  - 8 quartilhos estadunidenses
  - 32 gills estadunidenses
  - 128 onças líquidas estadunidenses
- Galão seco (EUA), de 4,40488377086 litros, além de:
  - 8 quartilhos
  - 4 quartos
  - 0,5 pecks
  - 0,125 bushels

- Galão imperial (Reino Unido), de 4,54609 litros, além de:
  - 0,028571428571429 barris britânicos
  - 4 quartos britânicos
  - 8 quartilhos britânicos
  - 32 gills britânicos
  - 160 onças líquidas britânicas

A palavra "galão" também foi usada para traduzir inúmeras unidades estrangeiras da mesma magnitude.
A unidade de galões dos EUA para matérias secas é uma unidade menos utilizada atualmente. 
Antigamente, o volume de um galão dependia do que se estava medindo, e aonde. Mas no século XIX existiam duas definições de uso comum: o galão de vinho (wine gallon), e o galão de cerveja britânico (ale gallon).

## História
Em 1824, a Grã Bretanha adotou uma aproximação do galão de cerveja conhecido como galão imperial. Este galão estava baseado no volume de 10 libras de água destilada pesado no ar, com uma pressão barométrica de 30 polegadas de mercúrio (1.016 milibares (mbar) ou 101,6 kPa) e a uma temperatura de 62 °F (16,667°C), da onde resultam aproximadamente 277,41945 polegadas cúbicas (4,5461 dm³).
Porém, nos Estados Unidos se adotou outra medida padrão baseada no galão de vinho, e definida como o volume de um cilindro de 6 polegadas de comprimento e 7 de diâmetro, ou 230,907 polegadas cúbicas. Mas hoje em dia, o galão estadunidense mede exatamente 231 polegadas cúbicas. Assim, 10 galões estadunidenses equivalem a 8,3267418462899 galões imperiais. O galão imperial é aproximadamente um 20% maior que o estadunidense.

## Diferenças entre o galão imperial e o galão estadunidense
Ambos galões equivalem a 8 pintos, embora nos Estados Unidos um pinto equivale a 16 onças fluidas (fluid ounces), enquanto que o pinto imperial equivale a 20 onças fluidas. Assim, o galão estadunidense equivale a 128 onças fluidas, enquanto que o galão imperial equivale a 160. Isto quer dizer que a onça fluida estadunidense mede 1,8047 polegadas cúbicas, e a imperial mede 1,7339 polegadas cúbicas. Assim, a onça fluida estadunidense é maior que a imperial, embora o galão estadunidense seja menor.

## Galão de cerveja britânico
Usado para medir o volume contido nos recipientes de cerveja. Ainda se usa no Reino Unido e equivale a 282 polegadas cúbicas, em outras cifras: 4,621152048 litros.